# Fanette Mellier
Pour les articles homonymes, voir Mellier.
Fanette Mellier, née le 30 novembre 1977, est une graphiste française.

## Biographie
Fanette Mellier, dont le père a été imprimeur, suit des études dans le domaine du design graphique à l’École supérieure des arts décoratifs de Strasbourg, et en est diplômée en 2000. À sa sortie elle devient assistante de Pierre Di Sciullo pendant quelques mois, puis elle intègre l'Atelier de création graphique de Pierre Bernard pendant 3 ans,.
Ses principales activités sont centrées sur la typographie et la mise en page, les liens entre édition et graphisme, essentiellement dans le domaine culturel. Son travail s’articule entre projets de commande et de recherche, et expérimente l’objet imprimé.

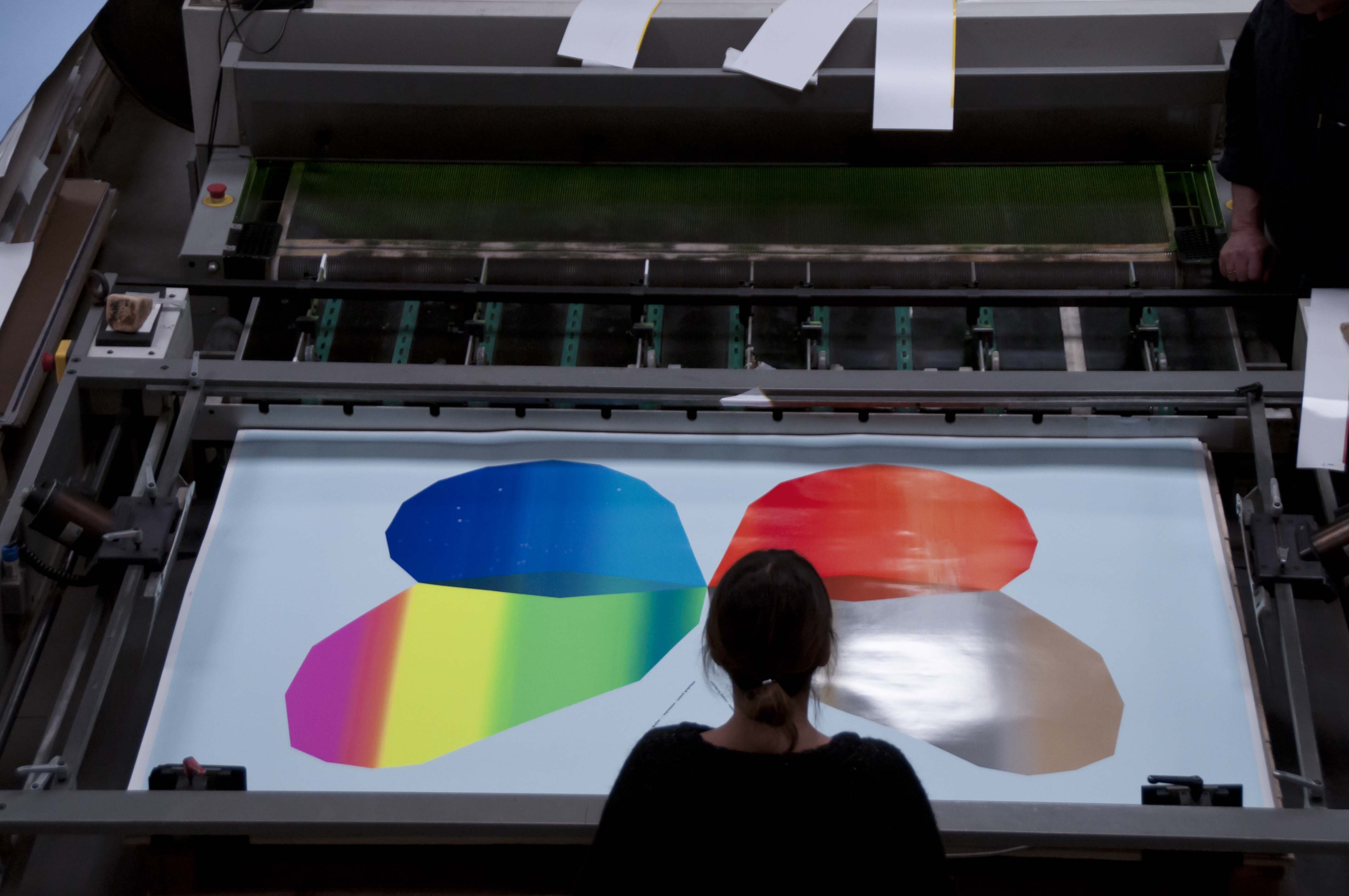
Fanette Mellier durant le calage de l’affiche Le Papillon imprimeur, chez Lézard graphique en 2013.

Elle conçoit et réalise des livres où les formes, les couleurs, les techniques de sérigraphie, d'impression et sur-impression, les papiers sont centraux (Aux Éditions du Livre Dans la Lune (2013), Au Soleil (2015); Aux éditions Memo, Le ballon, La feuille (2018)).
En 2005 elle s'installe comme graphiste indépendante. Entre 2007 à 2009 elle est plusieurs mois en résidence au Pôle graphisme de Chaumont (devenu en 2016  Le Signe - Centre national du Graphisme). De 2012 à 2013 elle est pensionnaire en design à l’Académie de France à Rome (Villa Medicis). Depuis 2021, elle a créé des dessins (notamment typographiques) qui sont déclinés dans les collections de la Maison Hermès.
Ses principaux commanditaires sont des institutions culturelles (Centre Pompidou, Frac Nouvelle-Aquitaine Méca, La Comédie de Clermont, scène nationale...).
Lors de la publication de son album Aquarium, Xavier de Jarcy écrit en 2019 dans son avis critique de Télérama : elle « est une des graphistes d’aujourd’hui les plus captivantes. Elle aime pousser les techniques de fabrication jusqu’à leurs limites, transformant les contraintes en source d’invention. »

## Publications
- Dans la lune, Éd. du Livre, 2013
- Au soleil, Éditions du Livre, 2015
- Le papillon imprimeur, Éditions du Livre, 2016
- Aquarium[2] , Éditions du Livre, 2018
- Livre magique, Éditions MeMo, 2018

1. Livre magique : Le ballon
2. Livre magique : La feuille
3. Livre magique : Le coquillage
4. Livre magique : Le bonbon

- Matriochka, Éditions du Livre, 2019
- Herbier, Éditions du Livre, 2021
- Panorama, Éditions du Livre, 2022

## Expositions (personnelles et collectives)
- Feuilles volantes, exposition personnelle, Biennale internationale de design graphique, Le Signe, Chaumont, 2021-2022.
- Bouquet, Biennale de l'illustration, Moulins, 2019.
- Swing, exposition personnelle, médiathèque Charles-Gautier-Hermeland, Saint-Herblain, 2017
- Alla Lettera, Galerie 121+ Corraini, Milan, 2017.
- Pangramme, exposition personnelle, Une saison graphique[7], Le Havre, 2014
- Joker, intervention dans l'espace public, Chaumont Design Graphique[8], 2014
- Recto Verso, huit pièces graphiques[9], Musée des arts décoratifs, Paris, 2014
- Spaceland, exposition personnelle, Fotokino / Marseille-Provence, 2013
- Typojanchi 2013, Seoul Internation Typography Biennale, Séoul Corée
- Graphisme et patrimoine, à la Bibliothèque nationale de France[10], 2013
- Il retro del manifesto, Villa Médicis, Rome, 2013
- Teatro delle espozioni, Villa Médicis, Rome, 2012
- Ever living ornement, Centre d'art Micro Onde[11], Vélizy, 2012
- Graphic Design : Now in Production, Walker Art Center[12], Minneapolis, 2012
- Graphisme et création contemporaine, à la Bibliothèque nationale de France[10], 2012
- Play it yourself, Centre Pompidou[13], Studio 13/16
- Prix Fernand Baudin[14] 2011, exposition itinérante en France et en Belgique
- elles@centrepompidou, nouvel accrochage du MNAM, Centre Pompidou[13], 2012
- Carte blanche à Fanette Mellier : Multipli, Festival Midi Minuit Poésie[15], Nantes, 2011
- Fanette Mellier dans la lune, Centre culturel pour l'enfance de Tinqueux[16], 2010
- Connexoes, SESC de Sao Paulo, 2009
- Fanette Mellier / Les caractères de Rousseau, Musée des Charmettes[17], Chambéry, 2009
- Encroyable (Inkredible!), Festival international de l'affiche et du graphisme de Chaumont[18], 2008
- Circus, Festival international de l'affiche et du graphisme de Chaumont[18], 2008
- Dans la zone d'activité, Fanette Mellier aux Silos, Les Silos Maison du livre et de l'affiche[18], Chaumont, 2008

## Commandes publiques
- Commande publique du ministère de la Culture pour le graphisme du Parc Saint-Léger, Centre d’art contemporain à Pougues-les-Eaux.
- Commande publique de l’affiche de la Fête de la musique 2008 (conservée à la FNAC)

## Prix
- Panorama lauréat du Prix unique du livre, 2023.
- Matriochka Prix du Grand Est dans la catégorie «livre-objet/livre d'art/livre d'artiste», 2020.
- Club des directeurs artistiques, 1er prix en édition pour le kit «Série Graphique, Connaître et pratiquer le design graphique au collège», édité par le Cnap, 2016.
- Affiche Specimen 2e prix au Concours International d'Affiches du Festival de l'affiche et du graphisme de Chaumont[18], 2010
- Dans la zone d’activité, primé au Concours des plus beaux livres français 2007
- Bastard Battle, primé au Concours des plus beaux livres français 2008